# Gisèle d'Ailly-van Waterschoot van der Gracht
Marie Giselle Madeleine Josephine (Gisèle) d'Ailly-van Waterschoot van der Gracht (Den Haag, 11 september 1912 – Amsterdam, 27 mei 2013) was een Nederlands kunstenares en kunstmecenas. Ze was vooral bekend als schilderes en glazenier.

## Familie
Van Waterschoot van der Gracht werd in 1912 geboren in Den Haag als lid van de katholieke patriciaatsfamilie Van Waterschoot van der Gracht en is een dochter van de geoloog mr. dr. ir. W.A.J.M. van Waterschoot van der Gracht (1873-1943) en de Oostenrijkse Josephine Rudolfine Maria Gisella Ferdinandine Freiin (barones) von Hammer Purgstall (1881-1955); uit dit huwelijk werden behalve Gisèle drie zonen geboren. Ze is een kleindochter van Walther Simon Joseph van Waterschoot van der Gracht (1845-1921). Haar vader werkte onder andere voor Shell en Staatsmijnen. Gisèle groeide meertalig op in Den Haag, de Verenigde Staten, Oostenrijk en kasteel Wijlre (Limburg). In 1959 trouwde de kunstenares met Arnold Jan d'Ailly, die vanaf 1946 burgemeester van Amsterdam was, maar in 1956 vanwege zijn relatie met haar ontslag had moeten nemen. Ze liggen naast elkaar begraven op het kerkhof De Akker Gods naast het kerkje Stompe Toren in Spaarnwoude.

## Kunstenaarsleven
Van 1931 tot 1933 studeerde Van Waterschoot van der Gracht aan de École des Beaux Arts in Parijs. Daar raakte ze bevriend met Judy Michiels van Kessenich, via wie ze de Limburgse kunstenaar Joep Nicolas leerde kennen. Van 1935 tot 1939 werkte ze als leerlinge en assistente van Nicolas in diens atelier in Leeuwen (bij Roermond). Hier leerde zij onder andere het brandschilderen van glas. Verder schilderde ze met olieverf op doek, onder andere haar atelier in Leeuwen (1936), de groentetuin van haar ouders in Wijlre en een portret van haar vader (1937). Op de grote overzichtstentoonstelling Hedendaagsche Limburgsche Kunst in het Gemeentemuseum Den Haag en het Gemeentemuseum Arnhem (1937/38) was zij vertegenwoordigd met vijf olieverfschilderijen en een serie illustraties bij het zelfgeschreven gedicht Fish tales. Na het vertrek van Nicolas naar de Verenigde Staten in 1939 overwoog ze diens atelier over te nemen, maar na het afhandelen van enkele lopende en nieuwe opdrachten, besloot ze Limburg te verlaten.

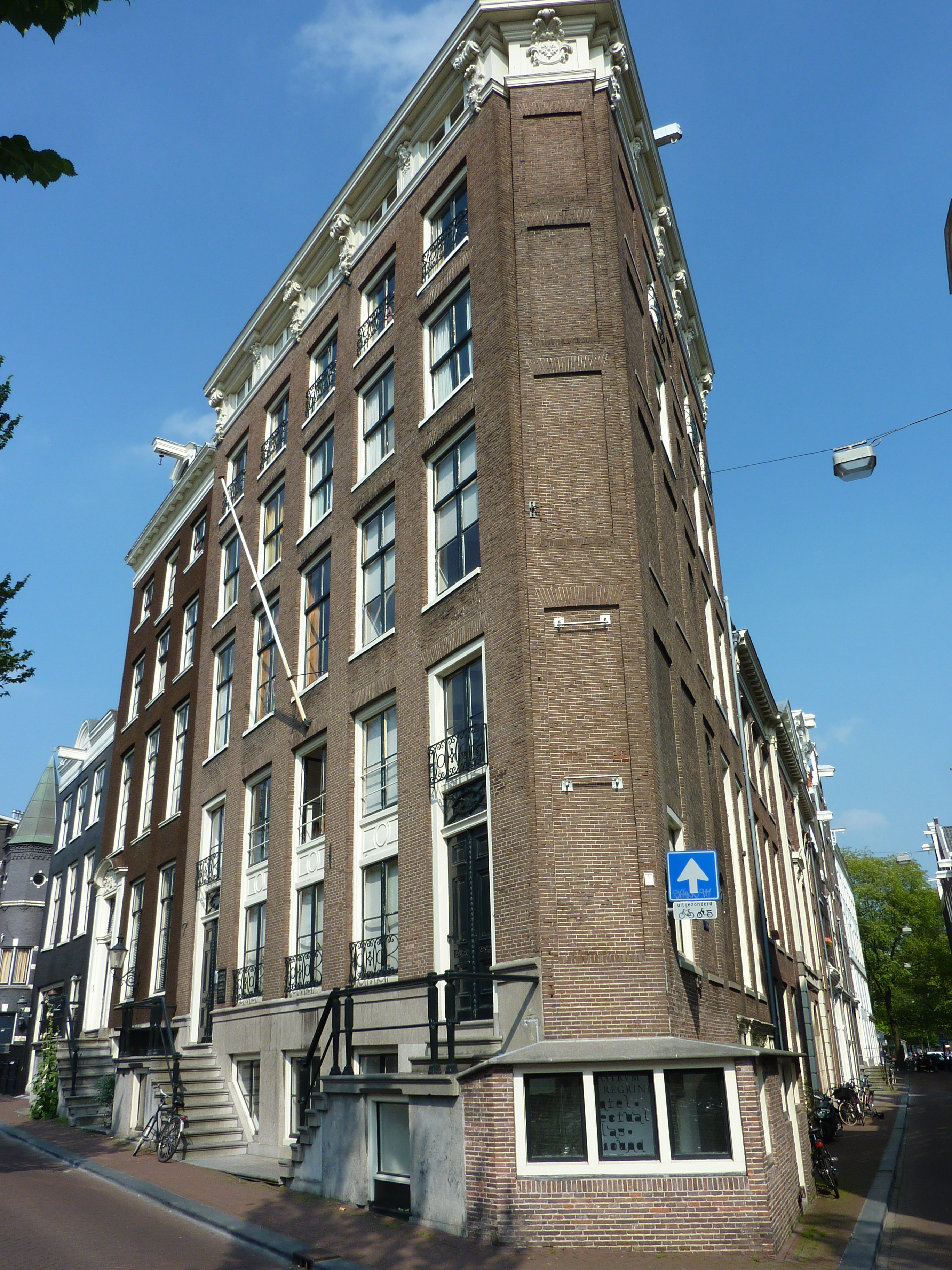
Herengracht 401, Amsterdam

In 1939-40 verbleef ze regelmatig in Bergen, waar haar ouders naartoe verhuisd waren. Hier kwam ze in contact met Adriaan Roland Holst, E. du Perron en de Duitse dichter Wolfgang Frommel. In 1940 betrok ze een atelier in Amsterdam. Samen met Frommel verborg ze gedurende de oorlogsjaren in haar huis aan de Herengracht twee Joodse kunststudenten. Voor haar hulp bij het onderduiken ontving ze in 1998 de Yad Vashemonderscheiding.

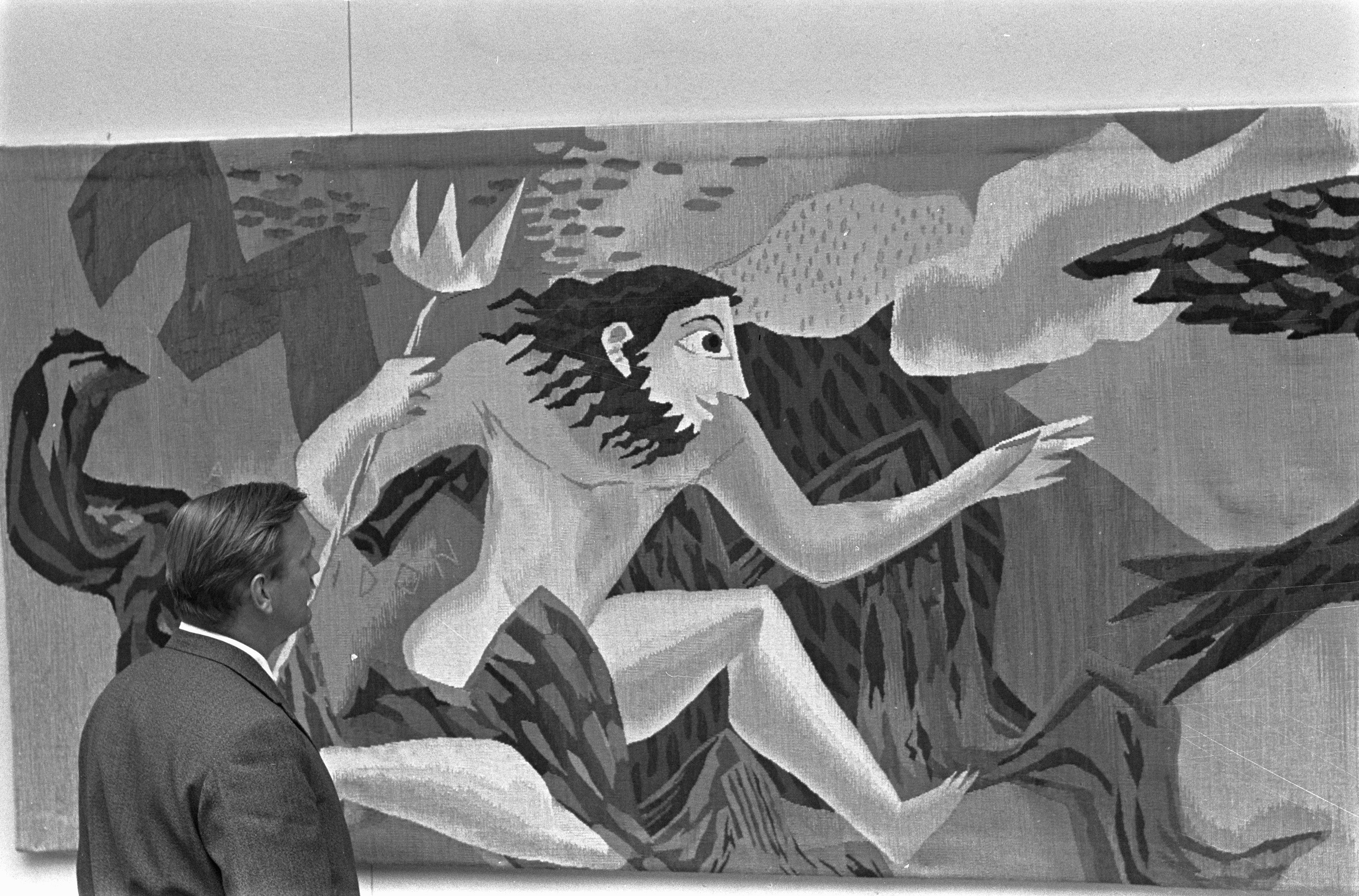
Expositie van wandtapijten van Van Waterschoot van der Gracht in 1959

Na de oorlog bleven de onderduikers bij haar wonen. Het was ook na de oorlog dat de stichting Castrum Peregrini werd opgericht. Deze Latijnse naam, die 'Burcht van de Pelgrim' betekent, was de schuilnaam van haar woning tijdens de Tweede Wereldoorlog. De stichting draait op twee grote giften van de kunstenares en van Selina Pierson en zet zich in voor kunstenaars. Na het overlijden van haar man in 1967 woonde en werkte ze ruim 25 jaar elke zomer in haar atelier op het Griekse eiland Paros, in een klein voormalig kloostergebouw dat zij in 1965, nog met haar echtgenoot, had "ontdekt", om zich aan de schilderkunst te wijden.
Op 29 januari 2011 ontving ze uit handen van de Amsterdamse burgemeester Eberhard van der Laan een koninklijke onderscheiding voor haar kunstmecenaat en werd Ridder in de Orde van Oranje-Nassau. Aan de feestelijkheden rond haar honderdste verjaardag in september 2012 heeft ze nog actief kunnen deelnemen. In januari 2013 ging haar gezondheid echter als gevolg van een val in haar atelier achteruit. Op 27 mei 2013 is ze thuis overleden. Ze is naast haar man en oorlogsvrienden begraven op de begraafplaats van Spaarnwoude naast het kerkje de Stompe Toren. In september 2013 werd zij als honderdjarige onder meer herdacht in de 100-jarige sociëteit De Industrieele Groote Club te Amsterdam door haar vaste team van Castrum Peregrini.
Cees van Ede maakte het televisieportret ´Het steentje van Gisele´ over haar toen ze 84 was. Deze documentaire werd in 1997 uitgezonden en bij haar dood 16 jaar later herhaald in de documentaireserie Het uur van de wolf. Susan Smit schreef in 2013 de historische roman Gisèle, waarin  A. Roland Holst als een van haar minnaars werd gepresenteerd. In 2018 verscheen van de hand van Annet Mooij de biografie De Eeuw van Gisèle. Mythe en werkelijkheid van een kunstenares.

## Misbruik
In 2019 bevestigde onderzoek van een onafhankelijke commissie onder leiding van oud-rechter Frans Bauduin seksueel misbruik door de groep rond Wolfgang Frommel in het huis van Van Waterschoot van der Gracht. Volgens dit rapport wist Van Waterschoot van der Gracht al sinds de jaren 40 van het misbruik, maar liet zij dit toe.

## Werk
- Tweede helft jaren 1940, begin jaren 1950 brandschilderde zij de glas-in-loodramen van de Begijnhofkapel in Amsterdam, die zij met "Gisele" signeerde.